# Byron Nelson
John Byron Nelson Jr. (Waxahachie, 4 februari 1912 - Roanoke, 26 september 2006) was een Amerikaans golfer die actief was op de PGA Tour, van 1935 tot 1946. Hij won op de PGA Tour 52 golftoernooien waarvan 5 Majors.
Nelson was vooral bekend van zijn 18 toernooizeges in 1945. Een jaar later ging hij op 34-jarige leeftijd officieel op pensioen en hij werd een landbouwer. Later werd hij golfcommentator en met het Byron Nelson Championship werd hij de eerste golfer die vernoemd werd naar een golftoernooi. In 1974 ontving Nelson de Bob Jones Award, de hoogst erkende prijs van de United States Golf Association. In 1997 werd Nelson als de tweede ontvanger van de "PGA Tour Lifetime Achievement Award" en hij werd ook opgenomen in de World Golf Hall of Fame. In 2006 stierf Nelson en werd later postuum opgeroepen met de "Congressional Gold Medal".

## Prestaties
PGA Tour
| Jaar | #  | Toernooi(en) |
| ---- | -- | --- |
| 1935 | 1  | New Jersey State Open |
| 1936 | 1  | Metropolitan Open |
| 1937 | 2  | Masters Tournament, Belmont Country Club Match Play |
| 1938 | 2  | Thomasville Open, Hollywood Open |
| 1939 | 4  | Phoenix Open, North and South Open, US Open, Western Open |
| 1940 | 3  | Texas Open, Miami Open, PGA Championship |
| 1941 | 3  | Greater Greensboro Open, Tam O'Shanter Open, Miami Open |
| 1942 | 3  | Oakland Open, Masters Tournament, Tam O'Shanter Open |
| 1944 | 8  | San Francisco Victory Open, Knoxville War Bond Tournament, New York Red Cross Tourney, Minneapolis Four-Ball (met Harold "Jug" McSpaden), Tam O'Shanter Open, Nashville Open, Texas Victory Open, San Francisco Open |
| 1945 | 18 | Phoenix Open, Corpus Christi Open, New Orleans Open, Miami International Four-Ball (met Harold "Jug" McSpaden), Charlotte Open, Greater Greensboro Open, Durham Open, Atlanta Open, Montreal Open, Philadelphia Inquirer Open, Chicago Victory National Open, PGA Championship, Tam O'Shanter Open, Canadian Open, Knoxville Invitational, Esmeralda Open, Seattle Open, Glen Garden Open |
| 1946 | 6  | Los Angeles Open, San Francisco Open, New Orleans Open, Houston Open, Columbus Invitational, Chicago Victory National Open |
| 1951 | 1  | Bing Crosby Pro-Am |

Overige zeges
- 1937: Central Pennsylvania Open
- 1939: Massachusetts Open
- 1940: Ohio Open
- 1941: Ohio Open, Seminole Pro-Am
- 1942: Toledo Open, Ohio Open
- 1943: Kentucky Open
- 1944: New York Open, Beverly Hills Open
- 1948: Texas PGA Championship
- 1955: French Open

## Prijzen
- Vardon Trophy: 1939
- PGA Tour leading money winner: 1944, 1945
- Associated Press Male Athlete of the Year: 1944, 1945
- Bob Jones Award: 1974
- World Golf Hall of Fame: 1974
- Old Tom Morris Award: 1994
- PGA Tour Lifetime Achievement Award: 1997
- Payne Stewart Award: 2000
- Congressional Gold Medal: 2006